# Pedro Calungsod
São Pedro Calungsod (Visayas, aprox. 1654 – 2 de abril de 1672) foi um catequista leigo, mártir católico das Filipinas, assassinado em 1672 em Guam pelo chefe chamorro Mata'pang, que se opunha aos batismos que faziam os missionários sob a liderança do sacerdote jesuíta espanhol Diego Luis de San Vitores, que também foi assassinado no mesmo evento. Pedro tinha 18 anos e alegadamente teria batizado a filha do chefe chamorro contra a vontade deste.
Pedro teve hipótese de escapar, mas quis ficar com os companheiros mártires. Após o assassinato, o seu corpo foi deitado ao mar.
A campanha católica de San Vitores fez com que muitos nativos recebesse o batismo nas Ilhas Marianas. O nome das ilhas deve-se ao mesmo missionário, que mudou o que o navegador português  Fernão de Magalhães lhes tinha dado - "Ilhas dos Ladrões". Logo se criou um grupo de resistência à ação missionária liderado por alguns chefes chamorros apoiados por um influente comerciante chinês de nome "Choco", que avivou rumores de que os missionários deitavam veneno na água benta que davam ao povo durante as cerimónias de Batismo e Eucaristia. A morte de algumas crianças recém-nascidas e que tinham sido batizadas, seguramente por contacto com vírus trazidos pelos europeus, aumentou a crença popular de que o batismo era a causa das mortes.
Foi beatificado em 5 de março de 2000 pelo Papa João Paulo II e canonizado pelo Papa Bento XVI em 21 de outubro de 2012.